# Caliphruria
Caliphruria, rod od četiri vrste lukovičastih geofita, trajnice, raširenih od Kolumbije na jug do Perua. Jedna vrsta  (C. korsakoffii) peruanski je endem, a ostale tri rastu samo u Kolumbiji.
Rod je opisan 1844. Tipična vrsta je C. hartwegiana. Druga vrsta C. tenera poznata je samo iz dva primjerka prikupljena prije više od 150 godina. Jedan uzorak prikupljen je u dolini rijeke Rio Magdalena (na etiketi uzorka označen kao "Rio Luo"). dnas je možda izumrla.

## Vrste
1. Caliphruria hartwegiana Herb.
2. Caliphruria korsakoffii (Traub) Meerow
3. Caliphruria subedentata Baker
4. Caliphruria tenera Baker